# Gossolengo
Gossolengo es un municipio situado en la provincia de Piacenza, en Emilia-Romaña (Italia). Tiene una población estimada, a fines de agosto de 2022, de 5671 habitantes.

## Demografía
| Gráfica de evolución demográfica de Gossolengo entre 1861 y 2022 |
|                                                                  |
| Fuente: ISTAT - Elaboración gráfica de Wikipedia                 |